# Prosopocera undulata
Prosopocera undulata är en skalbaggsart som beskrevs av Schwarzer 1929. Prosopocera undulata ingår i släktet Prosopocera och familjen långhorningar. Inga underarter finns listade i Catalogue of Life.